# Америчке музичке награде
Америчке музичке награде (енгл. American Music Awards; скраћено AMAs) годишња је додела музичких награда, која се обично одржава на јесен, коју је осмислио Дик Кларк 1973. за ABC када је истекао уговор мреже за емитовање награда Греми, а тренутно је производи MRC Live & Alternative, у коју је Dick Clark Productions била укључена у јесен 2021. Између 1973. и 2005. победнике и номинације бирали су чланови музичке индустрије, на основу комерцијалних перформанси, као што су продаја и радио-емитовање. Од 2006. године победници се одређују анкетом јавности и обожавалаца, који могу да гласају преко званичног веб-сајта.

## Категорије
- Америчкa музичкa наградa за извођача године
- Америчка музичка награда за новог извођача године
- Америчка музичка награда за сарадњу године
- Америчка музичка награда за омиљени музички спот
- Америчка музичка награда за омиљену песму у тренду
- Америчкa музичкa наградa за омиљеног поп/рок мушког извођача
- Америчка музичка награда за омиљену поп/рок певачицу
- Америчка музичка награда за омиљени бенд, дуо или групу у поп/рок категорији
- Америчка музичка награда за омиљени поп/рок албум
- Америчка музичка награда за омиљену поп/рок песму
- Америчка музичка награда за омиљеног мушког соул/РнБ извођача
- Америчка музичка награда за најбољег женског соул/РнБ извођача
- Америчка музичка награда за омиљени соул/РнБ албум
- Америчка музичка награда за омиљену соул/РнБ песму
- Америчка музичка награда за омиљеног мушког кантри извођача
- Америчка музичка награда за омиљеног женског извођача кантри музике
- Америчка музичка награда за омиљени бенд, дуо или групу у кантри категорији
- Америчка музичка награда за омиљени кантри албум
- Америчка музичка награда за кантри песму
- Америчка музичка награда за омиљеног реп/хип хоп извођача
- Америчка музичка награда за омиљени реп/хип-хоп албум
- Америчка музичка награда за омиљену реп/хип-хоп песму
- Америчка музичка награда за омиљеног латино извођача
- Америчка музичка награда за омиљени латино дуо/групу
- Америчка музичка награда за омиљени латино албум
- Америчка музичка награда за омиљену латино песму
- Америчка музичка награда за омиљеног алтернативног извођача
- Америчка музичка награда за савременог инспиративног извођача
- Америчка музичка награда за омиљеног госпел извођача
- Америчка музичка награда за омиљеног извођача електронске денс музике